# Șipotu (Ponoarele), Mehedinți
Șipotu este un sat în comuna Ponoarele din județul Mehedinți, Oltenia, România.